# Lophiotoma dickkilburni
Lophiotoma dickkilburni é uma espécie de gastrópode do gênero Lophiotoma, pertencente a família Turridae.